# Grote kruiper
De grote kruiper of langsnavelkruiper (Rhabdornis grandis) is een vogelsoort uit de familie van de Rhabdornithidae (Filipijnse kruipers). 

## Verspreiding
De langsnavelkruiper komt alleen voor in de Filipijnen.

## Taxonomie
De langsnavelkruiper is monotypisch.